# Régis Sauder
Régis Sauder (* 1971 in Forbach) ist ein französischer Dokumentarfilmer.

## Leben
Sauder wuchs als Sohn eines Lehrers und einer Angestellten in Forbach in Lothringen, auf und besuchte dort das Gymnasium.
Als Zwanzigjähriger nahm er ein Biologiestudium an der Universität Straßburg auf, führte seine Studien im Fach Neurobiologie an der Universität Marseille fort und schloss mit dem Diplôme d’études supérieures spécialisées ab. Nach einigen Versuchen als Wissenschaftsjournalist wendete sich Sauder dem Dokumentarfilm zu und arbeitete zunächst als Kameramann und dann auch als Drehbuchautor und Regisseur.
Seit 2003 hat er eine Reihe von Dokumentarfilmen realisiert, davon mehrere in Zusammenarbeit mit dem französischen Fernsehen.
Sauder ist verheiratet, hat drei Kinder und lebt in Marseille.

## Die Dokumentarfilme
Sauders Film Passeurs du vie erhielt 2003 den ersten Preis auf dem Filmfestival in Angers.
Der Film beleuchtet am Alltag einer Krankenschwester die Probleme von Organspende und Organtransplantation. Der Film „Le Lotissement, à la recherche du bonheur“ (2006) beobachtet die Bewohner einer Neubausiedlung von 73 identischen Einfamilienhäusern und die unterschiedlichen Vorstellungen ihrer Besitzer von einem glücklichen Leben.
„L’année prochaine à Jérusalem“ (2008)
Der Film, dessen Titel sich auf den traditionellen Spruch der Juden nach dem Pessach-Seder bezieht, geht den Spuren der vielen Tausend nach, für die das Camp du Grand Arénas in Marseille Durchgangsstation auf ihrem Weg nach Israel war. Den ersten Zionisten, die in Palästina siedeln wollten, und den jüdischen Flüchtlingen, die dem Naziregime entkommen waren, folgten zwischen 1946 und 1966 250.000 sefardische Juden aus Nordafrika. Der Film schildert die Erinnerungen von drei ehemaligen Insassen an die prekären und bedrückenden Verhältnisse im Lager auf ihrer Spurensuche, bevor das Lager dem Bau eines Gefängnisses und der Siedlung Cayolle Platz machen muss.
Je t’emmène à Alger (2009)
Angeregt durch die Erzählungen seiner aus Algerien stammenden Großmutter, entwirft der Regisseur ein farbiges Bild eines mythischen Algier, wie er es sich als Kind vorgestellt hatte, vermischt mit Visionen nach den exotischen Algerienbildern eines Delacroix oder Picasso, aber auch ein Algier, in dem die Spuren der französischen Kolonisation unübersehbar sind wie auch die Wunden, die die Freiheitskämpfe der Vergangenheit und der Terrorismus der Gegenwart den Menschen in Algier zugefügt haben.
Nous, les Princesses de Clèves (2010)
2009/11 drehte Sauder diesen Dokumentarfilm am Lycée Denis Diderot in einem Marseiller Problemviertel, dessen Schüler zum größten Teil Franzosen der ersten und zweiten Generation sind. Sauder filmte die Jugendlichen, die in Vorbereitung auf ihr Baccalauréat den auf dem verbindlichen Lehrplan stehenden Roman Die Prinzessin von Clèves aus dem 17. Jahrhundert durchnehmen, bei der Lektüre des Romans, beim Nachspielen von Dialogen und beim stillen Zuhören im Klassenraum, als eine Stimme aus dem Off Passagen des Textes rezitiert, und er dokumentiert ihre Kommentare zum Roman. Der Roman war 2008 vom französischen Präsidenten Sarkozy mit ätzenden Worten als „dumm“ und „sadistisch“ abqualifiziert worden, was zu heftigen Reaktionen bei Studenten, Professoren und in der Presse geführt hatte. Das überraschende Ergebnis von Sauders Filmprojekt war, dass die Jugendlichen aus unterschiedlichsten Herkunftsländern und einem sozial benachteiligen Milieu „sich mühelos in den Romanfiguren [wiedererkennen]“.
2011 wurde der Film auf dem 54. International Film Festival in San Francisco gezeigt.
Être là (2012)
Der in Schwarzweiß gedrehte Dokumentarfilm zeigt die Zustände auf der Krankenstation des Marseiller Gefängnisses Les Baumettes.
J'ai aimé vivre là (2022)
Ein Dokumentarfilm über die Pariser Vorstadt Cergy-Pontoise, in der die Nobelpreisträgerin für Literatur 2022 Annie Ernaux lange Zeit lebte. Der Regisseur und Kameramann Sauder lässt junge Frauen unterschiedlicher Herkunft über ihre Erlebnisse berichten. Der Film ist durchsetzt mit Auszügen aus Ernaux’ Texten, wie Journal du dehors (1993), La vie extérieure (2000) und Les années (Deutsch: Die Jahre) (2008).
En nous (2022)
Die Französischlehrerin und einige ihrer Schüler treffen sich in Marseille zehn Jahre, nachdem sie an dem Film Nous, les Princesses de Clèves des Regisseurs teilgenommen hatten.